# Амперометрія
Ампе́рометрі́я (рос. амперметрия, англ. amperometry) — в аналітичній хімії — метод визначення концентрації речовини у зразкові за допомогою вимірювання електричного струму при фіксованому робочому потенціалі в перемішуваних (або поточних) розчинах або при використанні обертового робочого електрода. Струм виникає в результаті електрохімічного окиснення або відновлення електроактивної сполуки після прикладання імпульсу потенціалу до робочого й допоміжного електродів.